# Phare de Cabo Codera
Le phare de Cabo Codera est un phare actif situé sur  Cabo Codera, sur le territoire de la municipalité de Brión dans l'État de Miranda au Venezuela.
Le phare appartient à la marine vénézuélienne et il est géré par l'Oficina Coordinadora de Hidrografía y Navegación (Ochina).

## Description
Ce phare est une tour hexagonale en fibre de verre, avec une galerie et balise de 10 m de haut. Le phare est rouge avec une bande blanche horizontale. Il émet, à une hauteur focale de 168 m, un éclat blanc par période de 6 secondes. Sa portée n'est pas connue.
Identifiant : ARLHS : VEN-031 - Amirauté : J6469 - NGA : 17084 .

### Lien connexe
- Liste des phares du Vénézuela